# Pitxújkino
Pitxújkino (en rus: Пичужкино) és un poble de la República de Marí El, a Rússia, que en el cens del 2010 tenia 41 habitants. Pertany al districte rural de Kozmodemiansk.